# 고성군 (강원 선거구)
고성군은 대한민국의 옛 국회의원 선거구이다. 당시 강원도 고성군 지역을 관할했다.

## 역사
1954년 11월, 수복지구의 행정권이 회복되면서 고성군 지역의 행정권이 회복되었다. 이에 제4대 국회의원 선거를 앞두고 고성군 전 지역을 관할하는 선거구로 신설되었다.
제6대 국회의원 선거를 앞두고 속초시, 양양군과 함께 속초시·양양군·고성군 선거구를 이루게 되면서 폐지되었다.

## 역대 국회의원
| 선거   | 정당 | 정당   | 의원   |
| ------ | ---- | ------ | ------ |
| 1958년 |      | 자유당 | 홍승업 |
| 1960년 |      | 무소속 | 김응조 |

## 역대 선거 결과

### 대한민국 제4대 국회의원 선거
|  | 46.49% |

|  | 25.33% |

|  | 15.91% |

|  | 12.25% |

### 대한민국 제5대 국회의원 선거
|  | 19.75% |

|  | 18.52% |

|  | 13.71% |

|  | 12.27% |

|  | 9.31% |

|  | 7.38% |

|  | 5.77% |

|  | 4.75% |

|  | 4.22% |

|  | 2.16% |

|  | 2.11% |